# Ficaja
Ficaja (in corso Ficaghja) è un comune francese di 49 abitanti situato nel dipartimento dell'Alta Corsica nella regione della Corsica.

## Società

### Evoluzione demografica
Abitanti censiti